# پی ریج، شهرستان شلبی، آلاباما
پی ریج (به انگلیسی: Pea Ridge) یک منطقهٔ مسکونی در ایالات متحده آمریکا است که در آلاباما واقع شده‌است. پی ریج ۲۵۲٫۹۹ متر بالاتر از سطح دریا واقع شده‌است.